# Pico Mosby
El Mosbytoppane (anteriormente Mosbytoppen, también llamado Pico Mosby), son dos peñones ubicados al suroeste de la caldera de la isla Bouvet, una isla de origen volcánico y dependencia de Noruega y al este del cabo Norvegia. Tiene unos 670 metros sobre el nivel del mar y está cubierto por nieve. Fue trazada por la Primera Expedición Norvegia en 1927, al mando del capitán Harald Horntvedt. Se llama así por Hakon Mosby, oceanógrafo y meteorólogo, que fue uno de los dos científicos de la expedición.